# Hydaticus riehli
Hydaticus riehli är en skalbaggsart som beskrevs av Wehncke 1876. Hydaticus riehli ingår i släktet Hydaticus och familjen dykare. Inga underarter finns listade i Catalogue of Life.